# Expansión (economía)

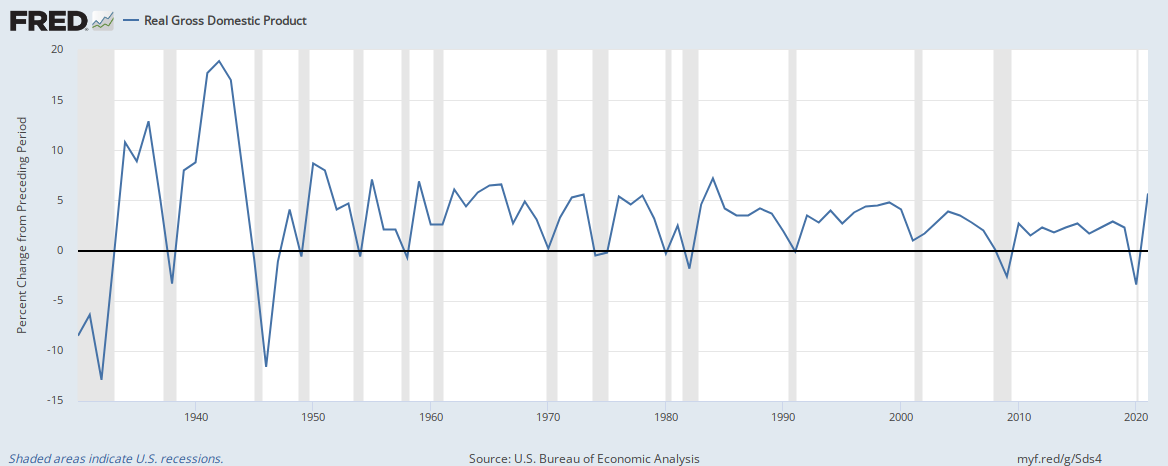
Variación del producto interior bruto de Estados Unidos de 1930 a 2021. Las barras grises son períodos de recesión. Entre cada 2 hay una expansión.

En economía se denomina expansión o período de crecimiento a un tiempo durante el cual el crecimiento económico es positivo y significativamente mayor que cero, por oposición a los períodos de recesión (en los que el producto interior bruto, PIB, disminuye) y a los períodos de estancamiento económico (en los que el PIB aumenta, pero muy poco). 
Durante una fase de expansión, la tasa de crecimiento es mayor que la tasa de crecimiento potencial y la brecha de producción se reduce. La expansión es la fase ascendente de las fluctuaciones económicas y contrasta con la recesión, contracción económica o fase descendente.
La diferencia entre crecimiento económico y expansión es que el primero se considera un fenómeno general a largo plazo —décadas e incluso siglos—, mientras que la segunda dura unos pocos años y se circunscribe a un período concreto, con un comienzo y un final.
Una recuperación económica es lo mismo que una expansión, con el matiz de que, en la primera, el punto de vista es recobrar el nivel anterior a la crisis de la cual se recupera la economía. En cambio, la segunda se contempla como un tiempo limitado, al final del cual vendrá otra recesión, luego una nueva expansión, y así sucesivamente.
Un auge económico, boom económico o bum económico (grafía de la RAE) es una expansión durante la que el crecimiento es alto.

## Concepto
En términos generales, la expansión o recuperación en los países capitalistas occidentales se produce después de un período de mayor o menor crisis y caída de la inversión, la producción, los ingresos, el consumo y el empleo.
Generalmente, cuando se produce una recesión, o crisis económica, por las razones que sean (crisis financiera, alta inflación, desconfianza generalizada...), intervienen las autoridades públicas para paliarla. La realización de grandes obras públicas (carreteras, viviendas sociales, instalaciones administrativas y sanitarias) permite aumentar la producción y distribuir la renta, posibilitando que las personas compren más bienes. La demanda en el mercado de bienes de consumo aumenta trayendo, por efecto acelerador, un mayor incremento en la demanda de bienes de producción (o de inversión). Se produce un círculo virtuoso: la aceleración de la inversión genera una distribución de renta adicional a los hogares, lo que aumenta su consumo, e induce aún más inversión para satisfacerlo.
Un período de expansión también puede tener otros orígenes, como una revolución tecnológica que induzca nuevas y mayores inversiones (fuerza mecánica en lugar de fuerza física, grandes telares en lugar de rudimentarios medios ancestrales de tejer). Los nuevos medios de producción permiten, al mismo tiempo, la producción en masa, una alta distribución de la renta gracias al aumento de la productividad de los factores y un abaratamiento de los productos fabricados y vendidos, permitiendo así el consumo masivo. Las guerras pueden tener el mismo efecto: el advenimiento del nazismo en Alemania puso fin a los efectos de la gran depresión de la década de 1930 al preparar al país para la Segunda Guerra Mundial.
Pero si la producción, tanto en el mercado de los bienes de producción como en el de los de consumo, sigue aumentando, induciendo un crecimiento continuo de las rentas distribuidas, puede, finalmente, producirse un desequilibrio. En efecto, el aumento de la renta, tanto de los asalariados como de las empresas, puede corresponder a un aumento más que proporcional del ahorro, o, por el contrario, a una mayor caída del consumo (cf. Ley Psicológica Fundamental de Keynes). El exceso de producción respecto a la demanda en los 2 mercados puede conducir a una crisis.
En la situación inversa, si hay pleno empleo de los medios de producción, los recursos materiales y humanos ya no pueden aumentar para satisfacer la demanda de los mercados de bienes de consumo y de producción. Se producen entonces subidas de precios, primero limitadas a determinados sectores, pero que luego pueden generalizarse paulatinamente a toda la economía nacional: es la inflación. Para luchar contra ella los medios más utilizados son la política monetaria, mediante la elevación de los  tipos de interés, y la política presupuestaria que consiste en reducir el gasto público y aumentar los impuestos.